# Cinnamon Lake (Ohio)
Cinnamon Lake é um lugar designado pelo censo localizado no condado de Ashland no estado estadounidense de Ohio. No Censo de 2010 tinha uma população de 1.243 habitantes e uma densidade populacional de 260,4 pessoas por km².

## Geografia
Cinnamon Lake encontra-se localizado nas coordenadas 40° 59′ 04″ N, 82° 11′ 31″ O. Segundo o Departamento do Censo dos Estados Unidos, Cinnamon Lake tem uma superfície total de 4.77 km², da qual 4.19 km² correspondem a terra firme e (12.21%) 0.58 km² é água.

## Demografia
Segundo o censo de 2010, tinha 1.243 habitantes residindo em Cinnamon Lake. A densidade populacional era de 260,4 hab./km². Dos 1.243 habitantes, Cinnamon Lake estava composto pelo 98.23% brancos, 0.64% eram afroamericanos, 0.16% eram amerindios, 0.16% eram asiáticos, 0% eram insulares do Pacífico, 0.08% eram de outras raças e 0.72% pertenciam a duas ou mais raças. Do total da população 0.56% eram hispanos ou latinos de qualquer raça.